# Alina Horlowa

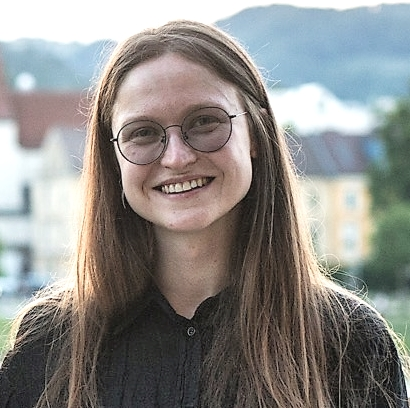
Alina Horlowa beim Crossing Europe Film Festival in Linz

 Alina Eduardiwna Horlowa (ukrainisch Алі́на Едуа́рдівна Го́рлова; geboren 1992 in Saporischschja) ist eine ukrainische Regisseurin und Filmeditorin.

## Leben und Wirken
Alina Horlowa hat von 2008 bis 2012 an der Nationalen Universität für Theater, Film und Fernsehen in Kiew studiert. Sie führte Regie bei Dokumentarfilmen und Kurzspielfilmen, Sozial- und Werbefilmen. Im Jahr 2016 präsentierte Alina ihren ersten abendfüllenden Dokumentarfilm Kholodny Yar. Intro. Die Kurzversion (60 Minuten) des Films wurde auf dem Odesa IFF (Ukraine) und dem Artdocfest (Moskau, Russland) gezeigt. Mit ihrem zweiten Film No Obvious Signs gewann sie mehrere Preise und erhielt vier Auszeichnungen auf dem Docudays Festival. No Obvious Signs gehört zur Liste der 100 besten Filme in der Geschichte des ukrainischen Kinos.
Horlowas Film This Rain Will Never Stop, gedreht in schwarzweiß, handelt von Andriy, der in Syrien als Sohn eines kurdischen Vaters und einer ukrainischen Mutter geboren wurde. Er wuchs inmitten des Krieges auf, auch im Donbas, und versucht, seinen Weg und seine Familie, die weit verstreut lebt, zu finden. Im Jahr 2025 erschien ihr Dokumentarfilm Militantropos, in dem sie den Umgang der Menschen in der Ukraine mit dem Krieg zeigt. Damit wurde sie beim Filmfest München im Wettbewerb CineMasters nominiert.

## Filmografie
- 2012: The First Step in the Clouds
- 2014: Babushka
- 2016: Kholodny Yar. Intro  ukrainisch Холодний Яр. Інтро
- 2017: Invisible Battalion  mit Iryna Zilyk und Switlana Lischtschynska
- 2018: No Obvious Signs
- 2020: This Rain Will Never Stop
- 2025: Militantropos